# Uromenus foliaceus
Uromenus foliaceus är en insektsart som beskrevs av Bolívar, I. 1914. Uromenus foliaceus ingår i släktet Uromenus och familjen vårtbitare. Inga underarter finns listade i Catalogue of Life.